# Titularbistum Prisriana
Prisriana (lat.: Prisrianen(sis)) ist ein Titularbistum der römisch-katholischen Kirche.
Es geht zurück auf einen früheren Bischofssitz in der Stadt Prisriana zurück. Das Titularbistum wurde 1933 errichtet und am 2. Oktober 1969 mit dem Bistum Skopje zum Bistum Skopje-Prisriana vereinigt. Am 24. Mai 2000 wurde es als Apostolische Administratur Prizren wiedererrichtet und am 5. September 2018 zum Bistum Prizren-Pristina erhoben.
| Titularbischöfe von Prisriana | Titularbischöfe von Prisriana | Titularbischöfe von Prisriana             | Titularbischöfe von Prisriana | Titularbischöfe von Prisriana |
| Nr.                           | Name                          | Amt                                       | von                           | bis                           |
| ----------------------------- | ----------------------------- | ----------------------------------------- | ----------------------------- | ----------------------------- |
| 1                             | José Antonio Jaspe Montenegro | Weihbischof in Santiago de Compostela     | 18. Mai 1705                  |                               |
| 2                             | Ivan Romanoff                 | Apostolischer Vikar von Sofia und Plowdiw | 6. Juli 1942                  | 8. Januar 1953                |